# Helgesjön, Värmland
Helgesjön (på norska Helgesjøen) är en sjö i Eda kommun i Värmland och Eidskogs kommun i Norge. Den ingår i Göta älvs huvudavrinningsområde. Sjön är 33 meter djup, har en yta på 3,9 kvadratkilometer och är belägen 167,3 meter över havet. Sjön avvattnas av vattendraget Bodaälven.

## Delavrinningsområde
Helgesjön ingår i det delavrinningsområde (664483-128817) som SMHI kallar för Utloppet av Helgesjön. Medelhöjden är 207 meter över havet och ytan är 33,17 kvadratkilometer. Det finns inga avrinningsområden uppströms utan avrinningsområdet är högsta punkten. Bodaälven som avvattnar avrinningsområdet har biflödesordning 3, vilket innebär att vattnet flödar genom totalt 3 vattendrag innan det når havet efter 345 kilometer. Avrinningsområdet består mestadels av skog (73 procent) och öppen mark (11 procent). Avrinningsområdet har 4,13 kvadratkilometer vattenytor vilket ger det en sjöprocent på 12,4 procent.